# Network for the Promotion of Asian Cinema
Network for the Promotion of Asian Cinema (NETPAC) ist eine internationale gemeinnützige Organisation, die 1990 auf eine Initiative des Magazins für asiatischen Film Cinemaya und der UNESCO gegründet wurde. Der Hauptsitz von NETPAC ist in Singapur. Es gibt Zentren in 14 asiatischen Ländern und fünf in Europa, USA und Australien. Präsidentin der Organisation ist Aruna Vasudev, die Herausgeberin des Magazins Cinemaya, das auch das offizielle Sprachrohr von NETPAC ist. Zu den Mitgliedern gehören Filmkritiker, Filmemacher, Festivalorganisatoren und Kuratoren, Filmverleiher und Filmprofessoren.
NETPAC hat sich die internationale Förderung des asiatischen Films zum Ziel gesetzt. Zu diesem Zweck vergibt eine unabhängige Jury aus NETPAC-Mitgliedern auf verschiedenen Filmfestivals NETPAC-Preise. Jährliche Verleihungen finden unter anderem bei folgenden Filmfestivals statt: Internationale Filmfestspiele Berlin, Internationale Filmfestspiele von Cannes, Internationale Filmfestspiele von Venedig, International Film Festival Rotterdam, Busan International Film Festival, Festival international du film asiatique de Vesoul, Singapore International Film Festival, Golden Horse Film Festival (Taiwan), Internationales Dokumentarfilmfestival von Yamagata, Festival of Amiens und Hawaii International Film Festival.